# Idaea filicaria
Idaea filicaria là một loài bướm đêm trong họ Geometridae.